# Lauren Oliver

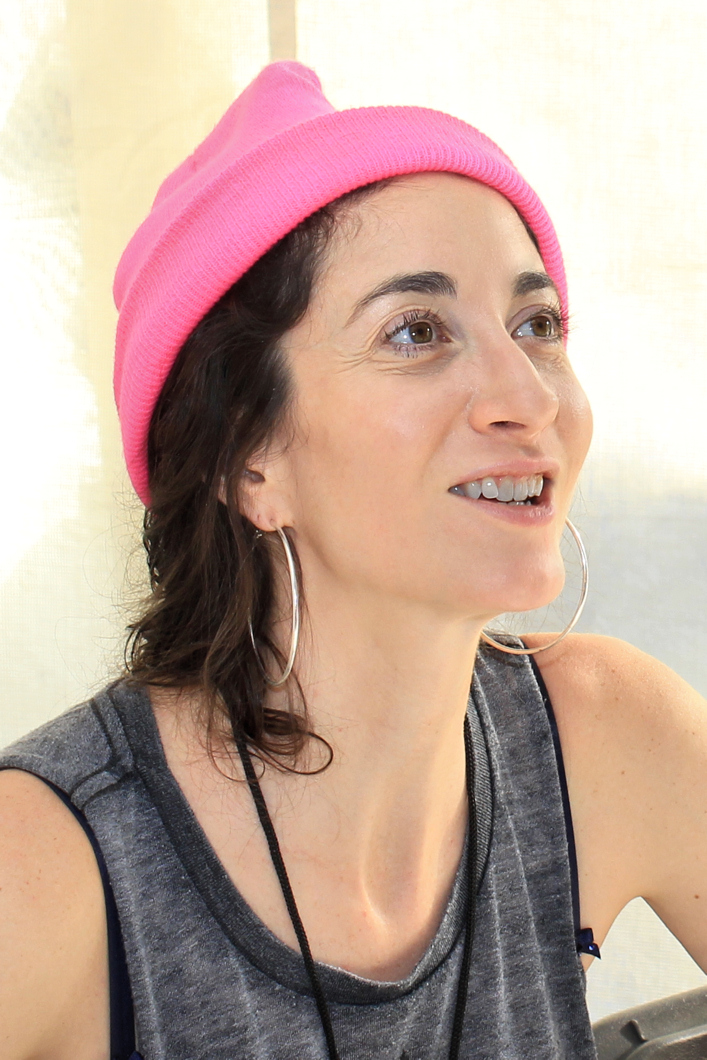
Lauren Oliver (2016)

Lauren Oliver (* 8. November 1982) ist ein Pseudonym der US-amerikanischen Jugendbuchautorin Laura Suzanne Schechter.
Oliver hat an der Universität Chicago Philosophie und Literatur studiert und anschließend an der New York University einen Master-Abschluss gemacht. Nach ihrem Studium arbeitete sie bei einem großen Verlag in New York. Mit dem Buch Wenn du stirbst, zieht dein ganzes Leben an dir vorbei, sagen sie wurde sie für den Deutschen Jugendbuchpreis 2011 nominiert. Mit Delirium gewann Lauren Oliver den Buxtehuder Bullen für 2011.
Oliver lebt in Brooklyn.

## Werke
Delirium Trilogie
1. Delirium. Carlsen Verlag 2011, ISBN 978-3-551-58232-4. (Original: Delirium. 2011.)
2. Pandemonium. Carlsen Verlag 2012, ISBN 978-3-551-58284-3. (Original: Pandemonium. 2012.)
3. Requiem. Carlsen Verlag 2014, ISBN 978-3-551-58301-7. (Original: Requiem. 2013.)

Einzelbände
- Wenn du stirbst, zieht dein ganzes Leben an dir vorbei, sagen sie. Carlsen Verlag 2010, ISBN 978-3-551-58231-7. (Original: Before I Fall. 2010.)
- Liesl and Po. 2011.
- The Spindlers. 2012.
- Panic – Wer Angst hat, ist raus. Carlsen Verlag 2014, ISBN 978-3-551-58329-1. (Original: Panic. 2014.)
- Rooms. 2014.
- Vanishing Girls. 2015.

## Filmographie
- 2017: Wenn du stirbst, zieht dein ganzes Leben an dir vorbei, sagen sie, Vorlage
- 2021: Panic, Idee und Drehbuch